# Francisco Rodríguez Jr.
José Francisco Rodríguez Tamayo (Monterrey, Nuevo León; el 10 de julio de 1993) es un boxeador profesional mexicano. Es un ex campeón mundial unificado de peso paja, habiendo tenido los títulos de la OMB y FIB. 
Rodríguez Jr. también es un retador al título de peso minimosca, habiendo luchado por el título de la OMB en 2015, y ex retador al título de peso supermosca, después de haber luchado por el título de la OMB en 2021.

## Carrera profesional

### Campeón unificado de peso minimosca

#### Rodríguez Jr. vs. Sabillo
Su récord de 16-2 le valió a Rodríguez Jr. el derecho de desafiar al invicto campeón minimosca de la OMB, Merlito Sabillo, en lo que fue la tercera defensa del título de Sabillo. La pelea por el título estaba programada como el evento principal de una cartelera que tuvo lugar en la Arena Monterrey en México, el 22 de marzo de 2014. Ganó la pelea por nocaut técnico en el décimo asalto. Rodríguez Jr. derribó a Sabillo con una ráfaga de golpes ya en el segundo asalto y continuó dominando a partir de ese momento. El entrenador principal de Sabillo, Edito Villamor, optó por tirar la toalla en el minuto 1:50 del décimo asalto, al considerar que su luchador había recibido demasiado castigo.

#### Rodríguez Jr. vs. Takayama
Rodríguez Jr. se enfrentó al campeón minimosca de la FIB, Katsunari Takayama, en una pelea de unificación en su próxima aparición profesional. La contienda se llevó a cabo en el mismo lugar que su pelea por el título anterior, la Arena Monterrey, el 9 de agosto de 2014. Fue transmitida por TV Azteca a nivel nacional y por beIN Sports en los Estados Unidos. Rodríguez Jr. ganó la pelea por decisión unánime, con puntuaciones de 119-108, 116-111 y 115-112. Marcó la única caída de la pelea en el tercer asalto, derribando a Takayama con un gancho de izquierda. La pelea fue posteriormente nombrada "Pelea del año 2014" por Bleacher Report, Boxing Scene, y ESPN.
Rodríguez Jr. dejó vacante el título de la FIB el 1 de octubre de 2014 y el título de la OMB el 15 de diciembre de 2014. Sus promotores afirmaron que el motivo era porque estaba luchando por alcanzar la marca de las 105 libras.

### Mosca ligero y ligero

#### Rodríguez Jr. vs. Fajardo
Después de dejar vacante su título de la FIB, pero antes de dejar también el título de la OMB, Rodríguez Jr. subió al peso mosca para enfrentar a un desconocido Jomar Fajardo. La pelea estaba programada para la cartelera de Pinoy Pride 28, y tuvo lugar en el Hotel y Casino Waterfront Cebu City en Cebú, Filipinas, el 15 de noviembre de 2014. Fajardo intervino como reemplazo tardío de Virgilio Silvano. A pesar de llegar a la pelea como un gran favorito, Rodríguez Jr. no pudo ganar la pelea, ya que terminó en un empate por decisión dividida. Un juez calificó la pelea 96–94 para Fajardo, el segundo juez la calificó 98–92 para Rodríguez Jr., mientras que el tercer juez la calificó como un empate 95–95.

#### Rodríguez Jr. vs. Nietes
Se programó una revancha inmediata para el 31 de enero de 2015. Se llevó a cabo en el Palenque de la Feria en Tuxtla Gutiérrez, México. Rodríguez Jr. ganó la pelea por decisión unánime, con puntuaciones de 100–92, 97–92 y 99–90.

### Súpermosca

#### Peleas títulares
Después de no poder capturar el título de peso mosca de la OMB, Rodríguez Jr. ascendió al peso súpermosca. Se enfrentó al ex campeón mosca ligero de la OMB Ramón García Hirales en su primera pelea en dicha categoría el 20 de febrero de 2016. Ganó la pelea por decisión unánime, con puntuaciones de 99–89, 99–88 y 96–91. Rodríguez derribó a Hirales dos veces en el séptimo asalto y una vez en el octavo, aunque no pudo rematarlo.
Rodríguez Jr. se enfrentó a continuación a Johnny Michel García en una pelea de preparación el 23 de julio de 2016. Ganó la pelea por nocaut técnico en el quinto asalto. Estaba liderando en las tarjetas de los tres jueces en el momento de la detención, con puntuaciones de 50–45, 50–45 y 49–46. Rodríguez Jr. fue amonestado para enfrentar a Crison Omayao el 29 de octubre de 2016, en el Palenque Vicente Fernández de Gómez Palacio, México. Derribó a Omayao una vez en el cuarto asalto, antes de noquearlo en el quinto asalto.
Rodríguez Jr. se enfrentó a Hajime Nagai el 4 de febrero de 2017, en su primera pelea del año. Ganó la pelea por decisión técnica, y los tres jueces anotaron la pelea 50-43 a su favor. La pelea se detuvo en el minuto 1:22 del quinto asalto, ya que Nagai no pudo continuar debido a una hinchazón en los ojos y lagrimeo causado por un golpe accidental con el codo.
Rodríguez Jr. fue amonestado a continuación para enfrentar al invicto Elías Joaquino el 12 de agosto de 2017. Ganó la pelea por nocaut en el séptimo asalto, luego de haber derribado a Joaquino una vez en el séptimo asalto. Estaba liderando en el momento de la detención, y los tres jueces habían puntuado la pelea 70-61 a su favor.
Rodríguez Jr. se enfrentó al veterano de 60 peleas, Ronald Ramos, el 16 de diciembre de 2017. Tuvo un gran comienzo de pelea, noqueando a Ramos en el primer asalto y ganó la pelea por nocaut técnico en el sexto asalto.
Rodríguez Jr. se enfrentó al ex campeón japonés de peso supermosca y ex retador al título de la OMB Asia Pacífico y OPBF, Yohei Tobe, el 9 de junio de 2018, por el cinturón vacante de peso supermosca latino plata del CMB. Derribó a Tobe dos veces en el minuto 2:33 del segundo asalto, lo que provocó que la esquina de Tobe tirara la toalla.
Rodríguez Jr. se enfrentó al ex campeón de peso mosca de la AMB y ex retador interino de peso súpermosca Hernán Márquez el 20 de octubre de 2018. Ganó la pelea por nocaut técnico en el tercer asalto. Rodríguez derribó a Márquez con un corto cruzado de izquierda a los 30 segundos del tercer asalto, lo que no dejó a su oponente visiblemente herido ya que pudo superar la cuenta de diez. Rodríguez derribó a Márquez con otro centro de izquierda en el último minuto del round, lo que lo dejó incapaz de levantarse de la lona. El árbitro Florentino López decidió suspender la pelea en el minuto 2:10, sin administrar la cuenta completa de diez.
Rodríguez Jr. se enfrentó al ex campeón de peso minimosca Oswaldo Novoa el 6 de abril de 2019. Ganó la pelea por decisión unánime estrecha, y los tres jueces anotaron la pelea 95-94 a su favor.
Rodríguez Jr. se enfrentó al invicto David Barreto el 1 de junio de 2019, quien entró en la pelea con una racha ganadora de 12 peleas. Ganó la pelea por nocaut en el segundo asalto, ya que la esquina de Barreto decidió retirar a su peleador al final del asalto.
Luego de un nocaut en el tercer asalto de William Riera el 26 de octubre de 2019, Rodríguez Jr. fue amonestado para enfrentar a José María Cárdenas el 30 de noviembre de 2019, con el título vacante latino de peso súper mosca del CMB en juego. Ganó la pelea por nocaut técnico en el sexto asalto.

#### Rodríguez Jr. vs Ioka
El 2 de diciembre de 2020, se reveló que Rodríguez Jr. desafiaría al actual campeón de peso súpermosca del CMB, Julio César Martínez. Se esperaba que la pelea tuviera lugar en la cartelera de la pelea por el título de peso súpermediano de Canelo Álvarez y Callum Smith, que tuvo lugar el 19 de diciembre de 2020 en el Alamodome de San Antonio, Texas. Martínez se retiró de la pelea el 10 de diciembre debido a una enfermedad no relacionada con el COVID-19.
El 1 de junio de 2021, la OMB anunció a su entonces campeón Kazuto Ioka enfrentarse a Rodríguez Jr., quien en ese momento era el contendiente #2 del peso súper mosca, en una defensa obligatoria del título. Ambos boxeadores llegaron a un acuerdo tres semanas después, el 21 de junio, evitando así con éxito una subasta. La pelea estaba programada para el 1 de septiembre de 2021, en el Ota City General Gymnasium en Tokio, Japón. Ioka ganó la pelea por decisión unánime, con los tres jueces puntuando la pelea 116-112 a su favor.

#### Carrera posterior en peso súper mosca
Después de su segunda oferta fallida por el título, Rodríguez Jr. subió al peso gallo. Se enfrentó a Arnulfo Salvador Rodríguez el 14 de enero y ganó la pelea por nocaut técnico en el séptimo asalto. Rodríguez Jr. Regresó al peso súpermosca para enfrentar a Erick Omar López el 16 de julio de 2022. Ganó la pelea por decisión unánime.
Rodríguez Jr. se enfrentó al campeón de peso mosca de la OMB Junto Nakatani en una pelea sin título de peso súpermosca el 1 de noviembre de 2022. Perdió la pelea por decisión unánime, con puntuaciones de 98–91, 97–92 y 99–90. A Rodríguez Jr. se le descontó un punto en el séptimo asalto por asestar un golpe bajo.

## Títulos mundiales
- Campeón mundial de peso paja de la WBO.
- Campeón mundial de peso paja de la IBF.